# 喬納森·阿什沃斯
喬納森·邁克爾·格雷厄姆·阿什沃斯（英語：Jonathan Michael Graham Ashworth，1978年10月14日—）是一位英國工黨政治人物。2011年4月，時任南萊斯特選區國會議員彼得·索爾斯比爵士辭職競逐莱斯特市長，阿什沃斯在該選區代表工黨參與補選，後成功當選。他曾擔任戈登·布朗的幕僚。2024年英國下議院大選中，儘管工黨取得壓倒性勝利，但是他仍然在這次選舉中連任失敗。